# East Adams (Dakota del Norte)
East Adams es un territorio no organizado ubicado en el condado de Adams en el estado estadounidense de Dakota del Norte. En el Censo de 2010 tenía una población de 161 habitantes y una densidad poblacional de 0,29 personas por km².

## Geografía
East Adams se encuentra ubicado en las coordenadas 46°4′36″N 102°15′59″O / 46.07667, -102.26639. Según la Oficina del Censo de los Estados Unidos, East Adams tiene una superficie total de 558.74 km², de la cual 558.42 km² corresponden a tierra firme y (0.06%) 0.31 km² es agua.

## Demografía
Según el censo de 2010, había 161 personas residiendo en East Adams. La densidad de población era de 0,29 hab./km². De los 161 habitantes, East Adams estaba compuesto por el 99.38% blancos, el 0% eran afroamericanos, el 0% eran amerindios, el 0% eran asiáticos, el 0% eran isleños del Pacífico, el 0% eran de otras razas y el 0.62% pertenecían a dos o más razas. Del total de la población el 0% eran hispanos o latinos de cualquier raza.